# テイル・スピナーズ・フォー・チルドレン
『テイル・スピナーズ・フォー・チルドレン』（Tale Spinners for Children）は、1960年代前半に様々な物語や小説を少年少女向けに録音したレコード・シリーズである。多くの童話、民話、文学作品（『ドン・キホーテ』や『ロビンソン・クルーソー』など）、昔の寓話を、当時の実力派の舞台俳優を主人公に起用して収録している（しかし一部には、マギー・スミスやアレック・マッコーエンなど、このシリーズの後に他の役で有名になった俳優や、ドン・キホーテを演じたドナルド・プレザンスや何度か悪役を演じたジョン・ウッドのようにレコード・ジャケットに名前が載っていない俳優もいる）。多くの「昔話」に接する機会を子供に提供する役割を果たした。
元々はイギリスとフランスで30枚だけプレスされ、アトラス・レコード・レーベル (Atlas Records) でアトラス・テイルスピナーズ社 (Atlas Talespinners) から発売された。各レコードには、収録されている物語の大意を紹介するブックレットが付いていた。数年後にアメリカで「テイル・スピナーズ・フォー・チルドレン」とタイトルを付けてユナイテッド・アーティスツ・レコードから発売された。この際、イギリスのアトラス・シアター・カンパニー (Atlas Theatre Company) という劇団をアメリカではフェイマス・シアター・カンパニー (Famous Theatre Company) と紹介している。アメリカ版にはブックレットは付けられなかった。
ユナイテッド・アーティスツは1970年代前半に新録音を行い、アメリカに加えカナダおよびオーストラリアでも販売した。
当時、子供向けのレコードを出していた会社はウォルト・ディズニー・レコード (en) などすでにいくつかあったが、テイル・スピナーズ・フォー・チルドレンがきっかけとなって多くのレコード会社が同様の商品を出した (マーキュリー・ストーリーテラー・シリーズ、ゴールデン・レコード、テレジェネラル・レッツ・プリテンド、リバーシブル・ワンダーランド、パスウェイズ・オブ・サウンド) 。

## 発売リスト (一部)

### ユナイテッド・アーティスツ・シリーズ
- ロビン・フッド  - ロバート・ハーディ     UAC 11001
- ウィリアム・テル - ポール・デインマン (en:Paul Daneman)    UAC 11002
- 白雪姫 - マージョリー・ウェストベリー (en:Marjorie Westbury) UAC 11003
- シンデレラ - マージョリー・ウェストベリー Marjorie Westbury UAC 11004
- 円卓の騎士 - デレック・ハート (en:Derek Hart) UAC 11005
- 眠りの森の美女 - デニス・ブライヤー (en:Denise Bryer) UAC 11006
- 三銃士 -  ロバート・ハーディ  UAC 11007
- みにくいアヒルの子 - デニス・ブライヤー  UAC 11008
- 長靴をはいた猫 UAC 11009
- ショパン物語 - ロバート・ハーディ  UAC 11010
- くるみ割り人形 - デニス・ブライヤー  UAC 11011
- 赤ずきん - ジュディス・ストット (en:Judith Stott) UAC 11012
- 宝島 - ジェームズ・ケネディー (James Kennedy) UAC 11013
- ピノッキオの冒険 - マギー・スミス UAC 11014
- ロビンソン・クルーソー - アレック・マッコーエン UAC 11015
- 童謡 - UAC 11016
- ハーメルンの笛吹き男 & 火打ち箱 - デニス・ブライヤー   UAC 11017
- アリババと40人の盗賊 - デニス・ブライヤー UAC 11018
- アラジンと魔法のランプ - デニス・ブライヤー UAC 11019
- シンドバッド - デレック・ハート UAC 110020
- 裸の王様 & 親指小僧 - フランク・ルーサー (en:Frank Luther) UAC 11021
- モーツァルト物語 - デニス・ブライヤー  UAC 11022
- ベートーベン物語 - デニス・ブライヤー  UAC 11023
- ガリバーと小人の国 - デニス・ブライヤー  UAC 11024
- ドン・キホーテ - ドナルド・プレザンス UAC 11025
- 旧約聖書物語, その１ - UAC 11026
- ギルバート＆サリバン (en) のミカド - フランク・ルーサー UAC 11027 (withThe New Modern Music Theatre Company)
- 青ひげ - マージョリー・ウェストベリー  UAC 11028
- 不思議の国のアリス - デニス・ブライヤー UAC 11029
- デイヴィッド・クロケット物語 - デニス・ブライヤー UAC 11030
- 旧約聖書物語, その２ - UAC 11031
- チッパーと歌おう (Sing Along with Chipper and His Playmates) - ヘンリー・ラペダス (en:Henry LaPedus) - UAC 11032
- ヘンゼルとグレーテル - UAC 11033
- リップ・ヴァン・ウィンクル - UAC 11034
- こげこげボート (Row, Row, Row Your Boat) - マザーグース のうた - UAC 11035
- リトル・トゥート (Little Toot) - 海のうた - UAC 11036
- リトル・エンジン・ザット・クッド (The Little Engine That Could) & ジャックと豆の木 - UAC 11037
- 親指姫 - ジョン・スコット (en:John Scott), エレン・ヘイス (en:Ellen Hayes), マルゴ・シア (en:Margo Shea), ボブ・ブラウン (en:Bob Brown), エース・シンガーズ (en:The Ace Singers) / アーサー・コーブ (en:Arthur Korb), ジョン・ストラッター (en:John Stratter) - UAC 11038
- ピーターと狼 - UAC 11039
- コロンブス物語 - UAC 11040
- マザーグース UAC 11041 バリー・ペーター (en:Barrie Peter)、ジョン・トーマス (en:John Thomas)、ヒッコリー・ディッコリー・シンガーズ・アンド・オーケストラ (ハイファイ録音)
- 人魚姫 UAC 11042
- お誕生会 (Happy Birthday Party Time) UAC 11043 ジャック・ジョンソン (en:Jack Johnson)、ヒッコリー・ディッコリー楽団
- モンテ・クリスト伯 - ポール・デインマン UAC 11044
- 美女と野獣 UAC 11045
- ほら吹き男爵の冒険 UAC 11046
- ミッキーの巨人退治 - ドナルド・プレザンス UAC 11047
- バッハ物語 UAC 11048
- ハンプティ・ダンプティとうたおう UAC 11049 ペンギンたちとオーケストラ (en:The Penquins and Orchestra)
- ゴッド・ブレス・アス・オール (God Bless Us All) - ジョン・チャップマン (en:John Chapman) UAC 11050
- ゴールデン・ライム (Golden Rhymes) - ウィニー・バリー (en:Winnie Barrie) UAC 11051 ヒッコリー・ディッコリー楽団
- ウェスタン・テレビ・フェイバリット (Western TV Favorites) - レックス・ヒコックと仲間たち (en:Rex Hickock and His Rangers) UAC 11052
- ピーターパン UAC 11053 フランク・ゴーナ (en:Frank Gauna)
- ハイアワサ物語 ジョーダン・マレク (en:Jordan Malek) UAC 11054
- 3びきのくま & 三匹の子豚 UAC 11055
- オズの魔法使い UAC 11056
- ダニエル・ブーン物語 UAC 11057
- 銀のスケート - ハンス・ブリンカー物語 (en:The Silver Skates) UAC 11058
- スイスのロビンソン UAC 11059
- 王子と乞食 UAC 11060
- 雪の女王 UAC 11061
- 親指トム UAC 11062
- 赤い靴 UAC 11063
- アルプスの少女ハイジ UAC 11064
- ミダス王物語 & がたがたの竹馬こぞう UAC 11065
- ジャックと豆の木 - リージェンシー劇団 UAC 11067
- イソップ寓話 - リージェンシー劇団  UAC 11068 (1969)
- グリム童話より - リージェンシー劇団 UAC 11069 (1969)
- アルファベットと数字 UAC 11070
- バラの輪つくろう UAC 110'] UAC 11072 サンセット
- 雪白ちゃんとバラ紅ちゃん (en:Snow-White and Rose-Red) & がちょう番の女 - ハーブ・ガレウィッツ (en:HERB GALEWITZ) UAC 11073 サンセット
- ジンジャーブレッド・マン (en:The Gingerbread Man) - リージェンシー劇団 UAC 11074 サンセット
- 千夜一夜物語 - リージェンシー劇団 UAC 11075 サンセット
- 蛙の王女 - リージェンシー劇団 UAC 11076 Sunset
- ラドヤード・キップリング のぞうのはなはなぜ長い (en:Just So Stories) - リージェンシー劇団 UAC 11077 サンセット
- ふくろうくんとこねこちゃん (en:The Owl and the Pussycat) - ミス・カリ (en:Miss Kari) UAC 11078 サンセット
- たのしいおとぎ話 - リージェンシー劇団 UAC 11079	サンセット
- お姫さまのお話 (The Very Best Stories About Princesses) UAC 11080 サンセット
- 子馬のマカロニ (en:Macaroni the Little Pony) - フランク・ルーサー UAK 61

### アトラス・テイルスピナー・シリーズ
- ロビン・フッド - ロバート・ハーディ EN 10-001
- 三銃士 - ロバート・ハーディとアトラス・シアター・カンパニー  EN 10-002
- バッハ物語	EN 10-003
- 人魚姫 - デニス・ブライヤーとアトラス・シアター・カンパニー EN 10-004	Atlas
- ガリバーと小人の国 - デレック・ハートとアトラス・シアター・カンパニー EN 10-005
- 旧約聖書物語 その１ - ジェームズ・マッキニーとアトラス・シアター・カンパニー EN 10-006
- 旧約聖書物語 その２ - ジェームズ・マッキニーとアトラス・シアター・カンパニー	EN 10-007
- シンデレラ - マージョリー・ウェストベリーとアトラス・シアター・カンパニー EN 10-008
- くるみ割り人形 - デニス・ブライヤーとアトラス・シアター・カンパニー EN 10-009
- コロンブス物語 - ジェームズ・マッキニーとアトラス・シアター・カンパニー EN 10-010
- 円卓の騎士 - デレック・ハートとアトラス・シアター・カンパニー EN 10-011
- みにくいアヒルの子 - デニス・ブライヤーとアトラス・シアター・カンパニー EN 10-012
- ドン・キホーテe - ドナルド・プレザンスとアトラス・シアター・カンパニー EN 10-013
- 長靴をはいた猫 - シリル・シェイプスととアトラス・シアター・カンパニー EN 10-014
- 宝島 -ジェームズ・ケニー EN 10-015
- 美女と野獣 - シリル・シェイプスととアトラス・シアター・カンパニー  EN 10-016
- 青ひげ - マージョリー・ウェストベリー EN 10-017
- ミッキーの巨人退治 - ドナルド・プレザンスとアトラス・シアター・カンパニー EN 10-018
- 眠りの森の美女 - デニス・ブライヤー EN 10-019
- 白雪姫 -  マージョリー・ウェストベリーとアトラス・シアター・カンパニー EN 10-020
- ピノキオ - マギー・スミス EN 10-021
- ウィリアム・テル - ポール・デインマン EN 10-022
- ほら吹き男爵の冒険 - ウィリアム・デブリンとアトラス・シアター・カンパニー EN 10-023
- ショパン物語 - ロバート・ハーディ EN 10-024
- モンテ・クリスト伯 - ポール・デインマンとアトラス・シアター・カンパニー EN 10-025
- モーツァルト物語 - アレック・マッコーエン EN 10-026
- 赤ずきん - ジュディス・ストット EN 10-027
- ベートーベン物語 - ウィリアム・デブリン EN 10-028
- ロビンソン・クルーソー - ウィリアム・デブリンとアトラス・シアター・カンパニー EN 10-029
- 童謡 EN 10-030

## レーベルの変遷
ユナイテッド・アーティスツは1962年にアメリカでオリジナルの30枚のシリーズを発売した。その後の1968年、トランサメリカ (en:Transameria がリバティ・レコードを買収し、ユナイテッド・アーティスツ・レコードがそのリバティ・レコード (サンセット・レコードの子会社) と合併したときにレーベルが変わった。1971年に全てのレーベルがユナイテッド・アーティスツの下に統合された。1971年にリバティ・レコードが休眠した際には、サンセットとテイルスピナーの両シリーズはスプリングボード・インターナショナル社に貸し出されたが、同社はテイルスピナー・シリーズに関しては1975年と同じカタログ番号で販売した。同社は1984年に破産し、ガスト・レコード社 (en:Gusto Records) が ジェイ・コアラ (en:Jay-Koala から一部の商品の販売権を取得した。